# ألبرت كينغزبيري هنت
ألبرت كينغزبيري هنت (بالإنجليزية: Ebenezer Kingsbury Hunt)‏ هو طبيب أمريكي، ولد في 26 أغسطس 1810 في كوفنتري في الولايات المتحدة، وتوفي في 2 مايو 1889 في هارتفورد في الولايات المتحدة.